# Fate/Samurai Remnant
《Fate/Samurai Remnant》(한국어: 페이트/사무라이 렘넌트, 일본어: フェイト・サムライレムナント)는 오메가 포스가 개발하고 코에이 테크모가 퍼블리싱한 액션 롤플레잉 비디오 게임이다. 닌텐도 스위치, 플레이스테이션 4, 플레이스테이션 5 및 Windows에 출시되었다.

## 게임플레이
게임에서 플레이어는 미야모토 이오리를 주인공으로 플레이할 수 있다. 전투에는 플레이어 캐릭터가 즉석에서 전환할 수 있는 다양한 자세가 포함된다. 이오리는 에도 시대 사무라이가 널리 사용했던 무기인 이중 카타나를 사용한다. 플레이어는 서번트에게 명령을 내려 특수 공격과 콤보를 실행할 수 있다. 특정 상황에서는 이오리의 무기를 다른 서번트에게 사용할 수 없기 때문에 게임에서 이오리의 서번트를 완전히 제어할 수 있다. 이 게임은 오픈 월드 방식으로 요시와라, 칸다, 아카사카 등 재현된 에도 지역을 탐험할 수 있다.

## 플롯
게이안 시대 4년(1651년), 피범벅이 된 격동의 센고쿠 시대가 끝나고 오랜 시간이 흘러 에도에는 평화가 찾아왔다. 그러나 미야모토 무사시, 다카오 다유, 잔 다르크 같은 인물을 포함하여 마스터들과 그들이 소환하는 영령 또는 "서번트"들이 싸우는 성배전쟁이 발생한다. 아사쿠사 출신의 청년 미야모토 이오리는 소원을 들어주는 물건인 '영월의 그릇'을 확보하기 위해 성배전쟁에 휘말리게 된다.

## 개발
2022년 12월 31일, 타입문 & 애니플렉스는 BS11의 특별 텔레비전 방송에서 Fate 시리즈의 새로운 롤플레잉 비디오 게임 아이템이 코에이 테크모에서 개발 중이라고 발표했다. 게임 플레이는 2023년 6월 21일 닌텐도 다이렉트에서 공식 쇼케이스를 하루 앞두고 유출되었다. 오메가 포스가 애니플렉스와 타입문과 함께 개발을 주도할 것이라고 발표된 직후, 얼마 지나지 않아 나스 키노코가 감독을 맡았고, 사쿠라이 히카루와 히가시데 유이치로가 게임의 각본을 맡았다. 작곡은 월희와 멜티 블러드에 대한 작업으로 유명한 하가 케이타와 와일드 하트로 유명한 시노다 다이스케가 맡았다. 오프닝 애니메이션 시퀀스는 클로버웍스가 제작했다. 게임 디렉터인 마쓰시타 료타는 4gamers와의 인터뷰에서 페이트/사무라이 레넌트의 개발은 2018년 오메가 포스에서 시작되었으며, 에리카와 요이치 코에이 테크모 CEO가 페이트/그랜드 오더의 팬이기 때문에 아이디어가 촉발되었다고 언급했다.

## 평가
| 평가                                                                                           |        |
| ---------------------------------------------------------------------------------------------- | ------ |
| 통합 점수 통합사 점수 메타크리틱 81/100 [ 5 ] 오픈크리틱 81 평론 점수 평론사 점수 패미츠 36/40 |        |
| 통합 점수                                                                                      |        |
| 통합사                                                                                         | 점수   |
| 메타크리틱                                                                                     | 81/100 |
| 오픈크리틱                                                                                     | 81     |
| 평론 점수                                                                                      |        |
| 평론사                                                                                         | 점수   |
| 패미츠                                                                                         | 36/40  |

## 주해
1. ↑  애니플렉스, Type-Moon과 공동작업